# Újpest Football Club
L'Újpest Football Club, nota in passato come Újpesti TE e Újpesti Dózsa, è una società di calcio con sede nell'omonimo quartiere di Budapest, capitale dell'Ungheria. I colori della squadra sono viola e bianco.
Con 20 titoli nazionali e 11 Coppe d'Ungheria in bacheca è la terza squadra più titolata d'Ungheria, oltre ad essere la più antica del paese.
I suoi più alti risultati a livello europeo sono le due vittorie della Coppa dell'Europa Centrale nel 1929 e nel 1939; il club vanta altresì il raggiungimento della finale di Coppa delle Fiere 1968-1969, della semifinale di Coppa dei Campioni 1973-1974 e di Coppa delle Coppe 1961-1962.
In verità l'Újpest FC è la sezione calcistica dell'Újpesti TE, società polisportiva che comprende anche sezioni di altri sport, tra cui hockey su ghiaccio, atletica, judo, karate, boxe, pentathlon, ginnastica, triathlon e nuoto. Comprende anche una sezione di svago e una sezione per i tifosi chiamata 'circolo di amici' (baráti kör).

## Storia
Il club viene fondato come Újpesti Torna Egylet a Újpest, all'epoca città separata da Budapest, il 16 giugno 1885 e inizialmente la sezione calcistica non esiste. Successivamente, nel 1899 viene fondata un'altra società in cui si pratica calcio, l'Újpest FC. Le due società si uniscono nel 1901, lo stesso anno di inizio del campionato ungherese. Il club partecipa subito al campionato, partendo però dalla seconda divisione. Accede per la prima volta in massima divisione nel 1905, ma dopo sei stagioni viene in retrocesso in NBII, al termine del campionato 1910-11.

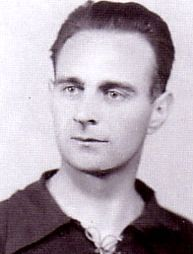
Gyula Zsengellér

L'Újpest deve attendere la fine degli anni venti per cominciare a vincere: il primo titolo arriva nel 1929, con la conquista della Coppa dell'Europa Centrale 1929. Successivamente vince il campionato e la Coppa delle Nazioni 1930. Nello stesso decennio vince altri quattro titoli nazionali, più la Coppa dell'Europa Centrale 1939. Inoltre cinque giocatori dell'Ungheria che arriva seconda al Mondiali francesi del 1938 (István Balogh, Antal Szalay, György Szűcs, Jenő Vincze e Gyula Zsengellér) militano proprio nell'Újpest.
Il dopoguerra si apre con tre titoli consecutivi, grazie alla vittoria dei campionati 1945, 1945-46 e 1946-47. Di lì a poco iniziano gli anni in cui la Nazionale ottiene un numero impressionante di vittorie consecutive, segna molti gol e sfiora la conquista del Mondiale svizzero (non a caso sarà chiamata squadra d'oro). In quel periodo militano nell'Újpest giocatori come Ferenc Szusza, Béla Egresi, Sándor Balogh, István Nyers e Mihály Nagymarosi che sono anche membri di quella nazionale.
L'Újpest torna a vincere il titolo nazionale nella stagione 1959-60, e dopo due anni con altrettanti secondi posto in campionato arriva un altro prestigioso traguardo europeo: la semifinale della Coppa delle Coppe 1961-1962, dove viene eliminato dalla Fiorentina. Ad ogni modo János Göröcs è capocannoniere di quell'edizione.

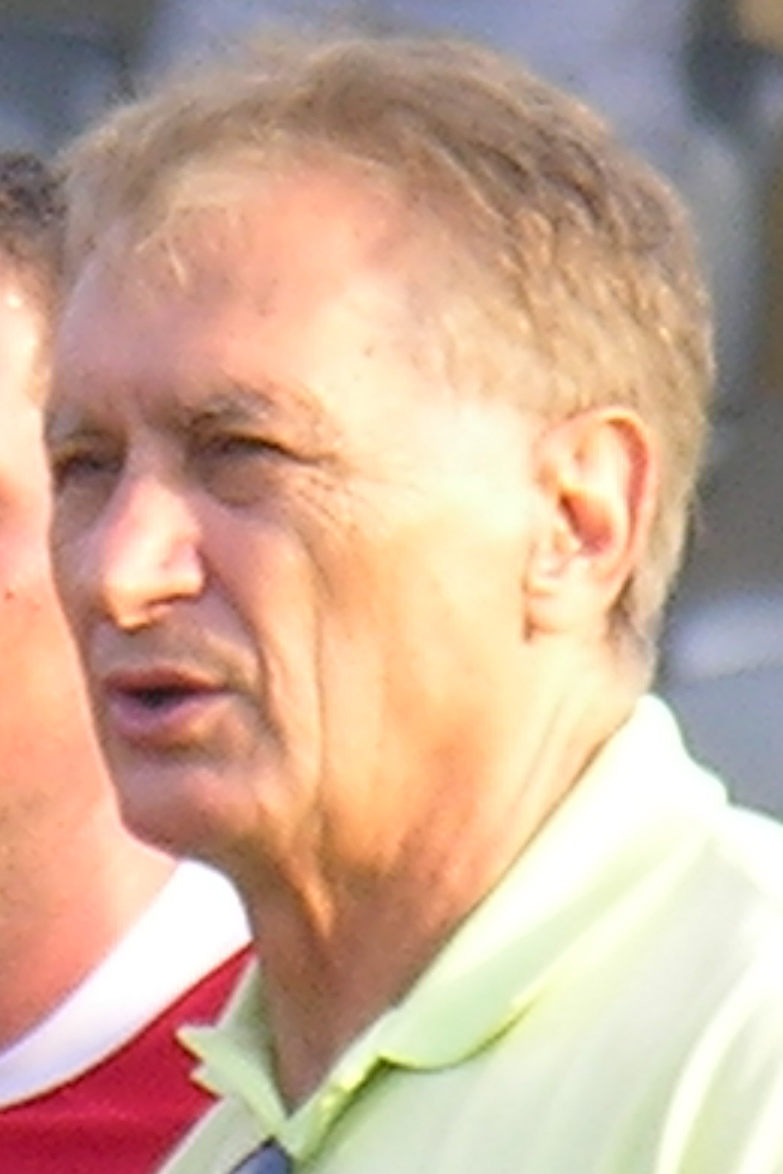
Antal Dunai nel 2011

Nel 1967 viene ingaggiato l'allenatore Lajos Baróti, e la squadra, insieme a giocatori del calibro di László Fazekas, Ferenc Bene, Antal Dunai, Sándor Zámbó e lo stesso Göröcs inizia un ciclo di risultati importanti: in quell'anno conquista il secondo posto in campionato e arriva alla finale della Coppa Mitropa 1966-1967, dove è battuto dai cecoslovacchi dello Spartak Trnava. Nel 1968 arriva un altro secondo posto in campionato, mentre l'anno successivo vince per la prima volta la Magyar Kupa. In più arriva ad un'altra finale europea, quella della Coppa delle Fiere 1968-1969, dove sarà sconfitto dagli inglesi del Newcastle United. Nella stagione campionato 2013-2014, pur disputando un campionato nei bassifondi della classifica, raggiunge la finale di Magyar Kupa.
Al termine della stagione 1969 l'Újpest conquista il decimo scudetto, che poi non è niente altro che il primo di una serie di sette titoli consecutivi, che porta la squadra a monopolizzare il campionato ininterrottamente fino al 1974-75. Sempre nello stesso periodo sono da registrare anche tre Magyar Kupa nel 1969, 1970 e 1975. A livello internazionale si contano invece due quarti di finale nelle Coppa dei Campioni 1971-1972 e nel 1972-1973, più la semifinale nell'edizione 1973-1974, il miglior risultato di sempre, dove si arrende solo ai futuri campioni del Bayern Monaco.
Nella seconda metà degli anni settanta conquista altri due titoli, mentre negli anni ottanta arrivano altre tre coppe nazionali nel 1982, 1983 e nel 1987, e qualche buon risultato a livello europeo. Gli anni novanta sono invece aperti con lo scudetto del 1989-90 e la prima edizione della Magyar Szuper Kupa del 1992, ma già nel campionato 1992-93 la permanenza nella massima serie è a rischio: l'Újpest deve disputare un playout che lo vede comunque uscire vincitore. Di lì a poco, comunque, arrivano due secondi posto in campionato, e poi al termine della stagione 1997-98 la squadra potrà festeggiare il ventesimo titolo.
Nel 2006 muore Ferenc Szusza e gli viene intitolato lo stadio, mentre nel 2011 il club ingaggia Leo Beenhakker come direttore sportivo.
Nella stagione 2005–2006, si piazza al secondo posto a sole tre lunghezze dal Debrecen, seconda posizione che riesce a conquistare anche nella stagione 2008–2009. Il peggior piazzamento dell'ultimo ventennio arriva nella stagione 2011–2012, in cui l'Újpest rischia di retrocedere piazzandosi al 13º posto.
Il 25 maggio 2014, presso il Ferenc Puskás Stadium di Budapest, davanti a 22 000 spettatori, l'Újpest vince la sua nona Magyar Kupa, battendo ai rigori il Diósgyőri VTK per 4 a 3. Pur vincendo la Magyar Kupa, l'Újpest non è stato ammesso all'Europa League 2014-2015 a causa della mancata licenza UEFA; al suo posto è stata iscritta la finalista Diósgyőri VTK.
L'11 luglio 2014 l'Újpest vince la sua terza Magyar Szuper Kupa, battendo ai calci di rigore, il Debrecen.
Il 23 maggio 2018 l'Újpest vince la sua decima Magyar Kupa, battendo ai calci di rigore il Puskás Fc.
Prende parte alle qualificazioni per la fase a gironi di UEFA Europa League 2018-2019, dove si rende protagonista già al primo turno: dopo una sconfitta in casa del Neftçi Baku per 3-1, al ritorno gli ungheresi ribaltano il risultato dell’andata e dilagano con un netto 4-0. Al secondo turno, però, la squadra pesca il Siviglia, una delle più forti di quei preliminari, e ne esce sconfitta in entrambi i match (4-0 in Spagna e 3-1 in Ungheria).

## Cronistoria del nome
- 1885: Újpest (Újpesti Torna Egylet)
- 1926: Újpest (Újpest Football Club) (dovuto all'introduzione del calcio professionistico)
- 1945: Újpest (Újpesti Torna Egylet)
- 1950: Bp. Dózsa (Budapesti Dózsa Sport Egyesület)
- 1956: Újpest (Újpesti Torna Egylet) (durante la rivoluzione ungherese)
- 1957: Ú. Dózsa (Újpesti Dózsa Sport Club)
- 1991: Újpest (Újpesti Torna Egylet)
- 1998: Újpest (Újpest Football Club)

## Strutture

### Stadio
L'Újpest gioca nello Ferenc Szusza Stadion di Budapest, che è sede delle partite interne della squadra sin dalla sua inaugurazione, avvenuta il 17 settembre 1922. Era conosciuto come Megyeri úti Stadium, fino a quando il nome è stato cambiato in onore del leggendario giocatore dell'Újpest Ferenc Szusza, nell'ottobre del 2003. Dopo varie ristrutturazioni tra il 2000 e il 2001, oggi lo stadio può contenere 13.501 spettatori.

## Allenatori
<div class="radius_bottom" style="margin-top:-1px; margin-bottom:.7em; background-color:
1. FFE0F0

; border:1px solid #5F2379; color:#000; padding:.5em;">
- Ferenc Weisz,1920-22
- Ödön Holits, 1922-24, 1925-26
- György Hlavay, 1924-25
- Imre Pozsonyi, 1926-28
- Lajos Bányai, 1928-32
- István Tóth Potya, 1932-34
- Béla Jánossy, 1934-37
- László Sternberg, 1937-38
- Béla Guttmann, 1938-39, 1947
- István Mészáros, 1939-40
- Géza Takács, 1940-43, 1945
- Lajos Lutz, 1943
- Géza Kertész, 1943-44
- Pál Jávor, 1945-47, 1951-54
- Jenő Vincze, 1947-48
- Károly Sós, 1948
- István Balogh, 1948-49, 1958-59
- József Ember, 1949-50
- Tibor Kemény, 1949-50
- Zoltán Opata, 1950-51
- Gyula Kolozsvári, 1954
- Márton Bukovi, 1955-56
- Sándor Balogh II, 1957-58, 1965-66
- Gyula Szűcs, 1959-60, 1962-63, 1973
- László Fenyvesi, 1960-61
- Géza Kalocsay, 1961-62
- Ferenc Szusza, 1963-65, 1980-81
- Lajos Baróti, 1967-71
- Imre Kovács, 1971-73
- Pál Várhidi, 1974-80
- Miklós Temesvári, 1981-85
- János Göröcs, 1985-88
- István Varga, 1988-90
- Ferenc Kovács, 1990-92
- Ferenc Bene, 1992-93
- József Garami, 1993-96
- László Nagy, 1996-97
- Péter Várhidi, 1997-99, 2000
- Róbert Glázer, 1999, 2002
- István Kisteleki, 2000-01
- Ladislav Molnár, 2002
- András Szabó, 2002-03
- András Sarlós, 2003
- György Mezey, 2003
- Géza Mészöly, 2004-06
- Bertalan Bicskei, 2006
- Valére Billen, 2006
- István Urbányi, 2006-08
- Lázár Szentes, 2008-09
- Willie McStay, 2009-10
- Géza Mészöly, 2010-2011
- Zoran Spisljak, 2011-12
- Marc Lelièvre, 2012
- Jos Daerden, 2012-2013
- Marc Lelièvre,  2013
- Kozma István, 2013
- Nebojša Vignjević, 2013–2020
- Predrag Rogan, 2020
- Michael Oenning, 2020–2021
- Miloš Kruščić, 2022–2023
- Nebojša Vignjević, 2023–2024
- Mészöly Géza, 2024
- Bartosz Grzelak , 2024

## Calciatori

### Vincitori di titoli
Calciatori campioni olimpici di calcio
- Ferenc Bene (Tokyo 1964)
- Benő Káposzta (Tokyo 1964)
- Antal Dunai (Città del Messico 1968)
- László Fazekas (Città del Messico 1968)
- László Nagy (Città del Messico 1968)
- Ernő Noskó (Città del Messico 1968)

## Palmarès

### Competizioni nazionali
- Campionati ungheresi: 20

1929-1930, 1930-1931, 1932-1933, 1934-1935, 1938-1939, 1945, 1945-1946, 1946-1947, 1959-1960, 1969, 1970, 1970-1971, 1971-1972, 1972-1973, 1973-1974, 1974-1975, 1977-1978, 1978-1979, 1989-1990, 1997-1998
- Coppa d'Ungheria: 11

1969, 1970, 1974-1975, 1981-1982, 1982-1983, 1986-1987, 1991-1992, 2001-2002, 2013-2014, 2017-2018, 2020-2021
- Supercoppa d'Ungheria: 3

1992, 2002, 2014
- Nemzeti Bajnokság II: 2

1904, 1911-1912

### Competizioni internazionali
- Coppa dell' Europa Centrale: 2

1929, 1939
- Coupe des Nations: 1

1930
- Coppa Intertoto: 3

1978, 1985, 1986

## Statistiche e record
- Vittoria più larga— 16–0 v. Nemzeti SC, (22 maggio 1945)
- Vittoria più larga in II divisione — 22–0 v. Postatakarékpénztár, (20 novembre 1904)
- Vittoria più larga in trasferta — 10–0 v. Salgótarjáni SE, (21 maggio 1939) - v. Budai Barátság, (1º aprile 1946)
- Peggior sconfitta — 0–9 v. Törekvés, (17 maggio 1914)
- Giocatore con più presenze — 462, Ferenc Szusza (1941–60)
- Maggior realizzatore — 392, Ferenc Szusza
- Maggior numero di reti in una stagione — 56, Gyula Zsengellér (1938–39)
- Maggior numero di presenze — 92, László Fazekas (1968–83)
- Record Spettatori (Megyeri út) — 40,000 v. Ferencvárosi TC (18 settembre 1949)
- Record spettatori (Népstadion) — 90,000 v. Bp. Honvéd (10 settembre 1956)
- Maggior numero di reti in una stagione — 184 (1945/46)
- Maggior numero di punti in una stagione — 76 (34 partite, 1996/97)

## Organico

### Rosa 2024-2025
Aggiornata al 10 settembre 2024.
| N. |                       | Ruolo | Calciatore          |
| -- | --------------------- | ----- | ------------------- |
| 93 | Italia (bandiera)     | P     | Riccardo Piscitelli |
| 23 | Ungheria (bandiera)   | P     | Dávid Banai         |
| 1  | Ungheria (bandiera)   | P     | Gellért Genzler     |
| 35 | Portogallo (bandiera) | D     | André Duarte        |
| 55 | Ungheria (bandiera)   | D     | Attila Fiola        |
| 30 | Portogallo (bandiera) | D     | João Nunes          |
| 5  | Georgia (bandiera)    | D     | Davit Kobouri       |
| 74 | Ungheria (bandiera)   | D     | Dominik Kaczvinszki |
| 3  | Ungheria (bandiera)   | D     | Csanád Fehér        |
| 4  | Ungheria (bandiera)   | D     | Levente Babós       |
|    | Ungheria (bandiera)   | D     | Krisztián Tamás     |
| 44 | Ungheria (bandiera)   | D     | Bence Gergényi      |
| 33 | Ungheria (bandiera)   | D     | Barnabás Bese       |
| 25 | Ungheria (bandiera)   | D     | Nimród Baranyai     |

| N. |                     | Ruolo | Calciatore         |
| -- | ------------------- | ----- | ------------------ |
| 18 | Francia (bandiera)  | D     | Tom Lacoux         |
| 29 | Niger (bandiera)    | D     | Vincent Onovo      |
| 10 | Ungheria (bandiera) | D     | Mátyás Tajti       |
|    | Ungheria (bandiera) | C     | Pál Helmich        |
| 26 | Ungheria (bandiera) | C     | Bálint Geiger      |
| 11 | Ungheria (bandiera) | C     | Krisztofer Horváth |
| 88 | Serbia (bandiera)   | C     | Matija Ljujic      |
| 8  | Ungheria (bandiera) | C     | Márk Dékei         |
| 47 | Ungheria (bandiera) | A     | Márk Mucsányi      |
| 7  | Ungheria (bandiera) | A     | Krisztián Simon    |
| 77 | Ungheria (bandiera) | A     | Adrián Dénes       |
| 9  | Serbia (bandiera)   | A     | Fran Brodic        |
| 70 | Francia (bandiera)  | A     | Mamoudou Karamoko  |
| 14 | Romania (bandiera)  | A     | George Ganea       |